# Ржевуский, Северин
Севери́н Ржеву́ский (пол. Seweryn Rzewuski, 13 марта 1743; Подгорцы — 11 декабря 1811; Вена) — польский государственный и военный деятель из рода Ржевуских, последний гетман польный коронный (1774—1794), генерал-майор польских войск, владелец Подгорецкого замка.

## Биография
Представитель польского магнатского рода Ржевуских герба «Кшивда». Младший сын гетмана великого коронного и каштеляна краковского Вацлава Петра Ржевуского (1705—1779) и княжны Анны Любомирской (1714—1763). Племянник великого маршала коронного Станислава Любомирского, женатого на известной покровительнице искусств Изабелле Чарторыйской. В 1783 году в Ланьцутском дворце сыграл свадьбу с их дочерью Марией Констанцией.
В 1774 году был назначен польным гетманом. В 1775 году награждён орденом Белого Орла и орденом Святого Станислава. Вместе с отцом за противодействие политике Николая Репнина на 5 лет выслан в Калугу.
Сторонник старошляхетской вольности, видел спасение свободы страны в независимости гетманской власти, liberum veto и избираемом короле. Выступал против реформ Четырехлетнего сейма. В 1788 году Ржевуский хотел сделаться диктатором и хлопотал о содействии этому со стороны берлинского двора.
Новая польская конституция 1791 года вызвала недовольство польского дворянства. Северин Ржевуский вместе с Станиславом Потоцким и Ксаверием Браницким прибыли в Яссы в главную квартиру русских войск для обсуждения плана борьбы с новыми законами.
После провозглашения майской конституции уехал в Санкт-Петербург, в 1792 году один из наиболее деятельных участников тарговицкой конфедерации, за что заочно приговорён сторонниками Костюшко к смертной казни. Проживал с 1790 года в Вене, руководил оппозицией и издал несколько брошюр в защиту её принципов. Его дочь Изабелла вышла замуж за местного аристократа, графа Вальдштейна.
Остаток жизни Ржевуский провел вдали от дел. Увлекался алхимией и поисками кладов. Умер 11 декабря 1811 году в Вене. Его имения перешли к сыну Вацлаву, который прославился своими путешествиями по Ближнему Востоку.

## Семья
В 1783 году Северин Ржевуский женился на княгине Марии Констанции Любомирской (1763—1840), дочери маршалка великого коронного, князя Станислава Любомирского, и Ельжбеты Чарторыйской. Дети:
- Изабелла Мария Анна Франциска Ржевуская (1783—1818), жена графа Фердинанда фон Вальдштейна (1762—1823)
- Вацлав Северин Ржевуский (1785—1831), участник Польского восстания 1830—1831 гг.
- Мария Ржевуская (1786—1848), жена графа Ярослава Потоцкого (1784—1838).